# Dick Wolf
Pour les articles homonymes, voir Wolf.
 (novembre 2023).
Si vous disposez d'ouvrages ou d'articles de référence ou si vous connaissez des sites web de qualité traitant du thème abordé ici, merci de compléter l'article en donnant les références utiles à sa vérifiabilité et en les liant à la section « Notes et références ».
Richard Anthony Wolf, mieux connu sous le nom de Dick Wolf, est un producteur de séries télévisées américaines, né le 20 décembre 1946 à New York.

## Carrière
Dick Wolf commence sa carrière en tant que concepteur-rédacteur pour l'agence de publicité Benton & Bowles. Il écrit quelques scénarios pour le cinéma, dont Masquerade qui reçoit un bon accueil. Il commence sa carrière à la télévision dans l'équipe de scénaristes de la série Capitaine Furillo. En 1986, il est nommé au Emmy Awards pour un épisode dont il est le seul scénariste. Puis il intègre l'équipe de Deux flics à Miami en tant que scénariste et producteur.
En 1990, il crée la série New York, police judiciaire qui est diffusée sur NBC jusqu'en 2010 puis est de retour en 2022. Il crée également différentes séries dérivées dont New York, unité spéciale, New York, section criminelle, New York, cour de justice, Conviction, Londres, police judiciaire, Paris, enquêtes criminelles et Los Angeles, police judiciaire dont trois sont encore active à ce jour : New York, unité spéciale, New York, police judiciaire et New York, crime organisé.
En 2012, il crée Chicago Fire, il s'ensuit trois spin-offs : Chicago Med, Chicago P.D. et Chicago Justice, seul cette dernière n'existe plus aujourd'hui.
En 2018, il crée FBI, il s'ensuit un spin-offs : FBI: Most Wanted en 2020 dont il est uniquement producteur et en 2021, FBI: International, 3ème série de la franchise. 

## Filmographie

### Films
- 1978 : Skateboard
- 1987 : 260 chrono (No Man's Land)
- 1988 : Masquerade (scénariste)
- 1998 : Le Retour de l'inspecteur Logan
- 1998 : Invisible Man
- 2003 : Twin Towers

### Séries télévisées
- 1985-1987 : Capitaine Furillo (scénariste)
- 1986-1989 : Deux flics à Miami (Miami Vice) (scénariste, producteur - à partir de la saison 3)
- 1989 : Gideon Oliver
- 1989 : Christine Cromwell
- 1990 : Nasty Boys
- 1990 : H.E.L.P.
- 1990-2010 puis depuis 2022: New York, police judiciaire (Law & Order)
- 1992 : Mann & Machine
- 1992 : The Human Factor
- 1993 : South Beach
- 1994-1998 : New York Undercover
- 1995 : The Wright Verdicts
- 1996 : Swift Justice
- 1997 : Feds
- 1997-1998 : Players, les maîtres du jeu
- depuis 1999 : New York, unité spéciale (Law & Order: SVU)
- 2000 : D.C. (producteur exécutif)
- 2000 : Enquêtes à la une
- 2000 : Arrest & Trial (en)
- 2001-2011 : New York, section criminelle (Law & Order: CI)
- 2002 : Crime and Punishment
- 2003 : Dragnet (L.A. Dragnet)
- 2005-2006 : New York, cour de justice (Law & Order: Trial by Jury)
- 2006 : Conviction
- 2007 : Paris, enquêtes criminelles
- 2009-2014 : Londres, police judiciaire (Law and Order: UK)
- 2010-2011 : Los Angeles, police judiciaire (Law and Order: Los Angeles)
- depuis 2012 : Chicago Fire
- depuis 2014 : Chicago Police Department
- depuis 2015 : Chicago Med
- 2017 : Chicago Justice
- 2017 : Law and Order True Crime
- depuis 2018 : FBI
- depuis 2020 : Most Wanted Criminals (FBI: Most Wanted)
- depuis 2021 : New York, crime organisé (Law & Order: Organized Crime)
- depuis 2021 : FBI: International
- 2025 : On Call